# Макуха Володимир Олексійович
Володи́мир Олексі́йович Маку́ха (нар. 7 червня 1955, Ярославль, Російська РФСР, СРСР) — український політик, дипломат. Міністр економіки України в другому уряді Януковича з 4 серпня 2006 по 21 березня 2007.

## Біографія
Народився 7 червня 1955 року у м. Ярославль (Росія).
У 1977 році закінчив механіко-математичний факультет Московський державний університет за спеціальністю — математик. Кандидат економічних наук. Автор кількох десятків наукових праць з питань міжнародної економіки, іноземних інвестицій, муніципального розвитку.
Підвищуючи свою кваліфікацію, брав участь у стажувальних програмах Фонду національного форуму (м. Вашингтон, США, 1993), Гарвардського університету (США, 1994), Нью-Йоркського університету (США, 1995), Джорджтаунського університету (США, 1996), а також у короткострокових стажувальних програмах у Німеччині, Швеції, Нідерландах, Іспанії.
Вересень 1977 — листопад 1980 — інженер Науково-виробничого об'єднання «Енергія» (м. Калінінград, Московська область).
Травень 1984 — грудень 1991 — начальник сектора Українського філіалу Всесоюзного науково-дослідного інституту споживчої кооперації.
Січень 1992 — жовтень 1996 — начальник відділу Науково-дослідного інституту соціально-економічних проблем м. Києва.
Жовтень 1996 — лютий 2000 — заступник начальника управління Національного агентства України з розвитку та європейської інтеграції.
Лютий — червень 2000 — заступник начальника управління Міністерства економіки України.
Червень 2000 — жовтень 2003 — перший секретар, радник з економічних питань Посольства України в США.
Жовтень 2003 — липень 2004 — начальник управління економічного співробітництва Міністерства закордонних справ України.
Липень 2004 — травень 2006 — заступник міністра закордонних справ України. Куратор економічного департаменту, 5 територіального управління (Близький Схід та Африка), пізніше департаменту розвитку дипломатичної служби та валютно-фінансового департаменту.
Травень — серпень 2006 — Посол України в Японії.
4 серпня 2006 — 21 березня 2007 — Міністр економіки України.
20 червня 2007 року призначений на посаду заступника Міністра палива та енергетики України.
Січень 2011 — квітень 2013 — заступник Міністра — керівник апарату Міністерства енергетики та вугільної промисловості України.